# Aerolindigia capillacea
Aerolindigia capillacea là một loài Rêu trong họ Brachytheciaceae. Loài này được (Hornsch.) M. Menzel mô tả khoa học đầu tiên năm 1991.